# She Is Love
«She Is Love» es una canción de la banda inglesa Oasis, lanzada como la novena canción de su quinto álbum, Heathen Chemistry. En septiembre de 2002 fue lanzada junto con Little by Little, como el único sencillo de doble lado A de la banda, llegando al n.º 2 en las listas británicas. La canción fue escrita sobre la novia de Noel Gallagher, Sara McDonald, y es una canción suave y acústica sobre estar enamorado.
Gallagher asegura que fue escrita en el hotel Buckinghame Gate en Londres, y le tomó 30 minutos para completarla. La banda le encargó al artista británico Rachel Thomas a hacer un vídeo promocional para la canción. Sin embargo, el vídeo resultante, una mezcla de animación y acción en vivo, no se ha lanzado en ningún formato.
Esta canción fue incluida en la recopilación Time Flies… 1994–2009.

## Lista de canciones
- CD single (RKIDSCD 26), Vinilo de 12" (RKID 26T)

| N.º   | Título             | Duración |  |
| 1.    | «Little By Little» | 4:56     |  |
| 2.    | «She Is Love»      | 3:00     |  |
| 3.    | «My Generation»    | 4:03     |  |
| 11:59 |                    |          |  |

"My Generation" fue grabada en vivo en BBC's Maida Vale studios el 20 de enero de 2000.
 En la contratapa del sencillo figura que fue grabada el 7 de febrero pero no hay registro de tal grabación.

Vinilo de 7" (RKID 26), Sencillo en CD cardsleeve (HES 673068 1)

| N.º  | Título             | Duración |  |
| 1.   | «Little By Little» | 4:56     |  |
| 2.   | «She Is Love»      | 3:00     |  |
| 7:56 |                    |          |  |

- CD promocional (RKIDSCD 26P)

| N.º   | Título                          | Duración |  |
| 1.    | «Little By Little» (Radio Edit) | 4:03     |  |
| 2.    | «She Is Love»                   | 3:11     |  |
| 3.    | «My Generation»                 | 4:06     |  |
| 11:20 |                                 |          |  |

- Datos: Q1637586